# Flaveriinae
Flaveriinae Less., 1832 è una sottotribù di piante spermatofite dicotiledoni appartenenti alla famiglia Asteraceae (sottofamiglia Asteroideae, tribù Tageteae).

## Etimologia
Il nome di questa sottotribù deriva dal suo genere più importante (Flaveria Juss., 1789) il cui significato deriva dal latino flavus ( = puro giallo) e si riferisce al colore dei fiori delle varie specie del genere.

Il nome scientifico è stato proposto per la prima volta dal botanico tedesco Christian Friedrich Lessing (Syców, 1809 – Krasnojarsk, 1862) nella pubblicazione "Synopsis Generum Compositarum 235. 1832" del 1832.

## Descrizione
Le specie di questa sottotribù hanno un habitus di tipo erbaceo annuale o perenne, o arbustivo (raramente è arboreo). Sono alte da 10 a 80 cm.
Le foglie lungo il caule sono disposte in modo opposto. La lamina è da lineare/filiforme o lanceolata a ellittica/oblungo-ovale con 1 o 3 nevi. Sono picciolate o sessili con bordi dentati. Le facce sono glabre o glabrescenti. La consistenza può essere succulenta.
Le infiorescenze sono composte da capolini terminali di tipo radiato o discoide in formazioni aperte o raggruppate di tipo corimboso.  I capolini sono formati da un involucro composto da diverse squame (o brattee) al cui interno un ricettacolo fa da base ai fiori di due tipi: quelli esterni del raggio e quelli più interni del disco. Alla base dell'involucro può essere presente un calice di 1 - 2 brattee fogliacee. Gli involucri hanno delle forme da cilindriche a emisferiche o campanulate, urceolate, obconiche o a spirale. Le squame, persistenti, normalmente sono da 2 a 8 disposte su 1 - 3 serie con dimensioni subuguali; le forme sono da lineari a oblunghe. Il ricettacolo è privo di pagliette a protezione della base dei fiori; ha una forma da piatta a conica o convessa (qualche volta è provvisto di setole).
Formula fiorale: per queste piante viene indicata la seguente formula fiorale:
* K 0/5, C (5), A (5), G (2), infero, achenio
I fiori sono tetraciclici (a cinque verticilli: calice – corolla – androceo – gineceo) e pentameri (ogni verticillo ha 5 elementi). I fiori del raggio (quelli ligulati), da 0 a 6, sono femminili e fertili con corolle gialle con apici bilobati o trilobati poco profondamente. I fiori del disco (quelli tubulosi, da 1 a 60, sono ermafroditi, fertili e anche questi con corolle gialle; i tubi in lunghezza sono minori o uguali alla gola, quest'ultima generalmente a forma d'imbuto o campanulata; i lobi sono 5 a forma deltoide.  Il calice è ridotto ad una coroncina di squame.
L'androceo è formato da 5 stami con filamenti liberi e antere saldate in un manicotto circondante lo stilo. Le appendici delle antere sono da lineari a ovate o deltate e sono glabre. Le teche delle antere sono pallide.
Il gineceo ha un ovario uniloculare infero formato da due carpelli.. Lo stilo è unico e con due stigmi nella parte apicale. Gli stigmi sono troncati con appendici molto corte o assenti (non sono vascolarizzate). Le superfici stigmatiche sono due e strettamente parallele.
I frutti sono degli acheni con pappo. Gli acheni hanno una forma da cilindrica a strettamente obovata o clavata (raramente sono appena compressi). La superficie è solcata da 8 - 15 coste longitudinali, è nera ed è da glabra a sparsamente pubescente. In alcune specie è presente un evidente carpoforo a forma conica. Il pappo è assente o è persistente ed è formato da poche scaglie (da 2 a 5 a forma ovale) oppure è formato da diverse scaglie raccolte in una coroncina o molte setole (fino a 20 - 25) ineguali, oppure misto: 5 setole e 5 scaglie connate alla base in una sola serie.

## Biologia
- Impollinazione: l'impollinazione avviene tramite insetti (impollinazione entomogama).
- Riproduzione: la fecondazione avviene fondamentalmente tramite l'impollinazione dei fiori (vedi sopra).
- Dispersione: i semi cadendo a terra sono successivamente dispersi soprattutto da insetti tipo formiche (disseminazione mirmecoria).

## Distribuzione e habitat
Le specie di questa sottotribù sono distribuite in America e in particolare tra la parte meridionale degli USA e il Messico settentrionale; a parte una specie del genere Flaveria che è originaria dell'Australia. In altre parti del mondo (Eurasia e Africa) sono considerate specie naturalizzate o "introdotte". L'habitat preferito è quello secco delle zone aperte tropicali o subtropicali dell'America.

## Tassonomia
La famiglia di appartenenza delle Flaveriinae (Asteraceae o Compositae, nomen conservandum) è la più numerosa del mondo vegetale e comprende oltre 23000 specie distribuite su 1535 generi (22750 specie e 1530 generi secondo altre fonti). La sottofamiglia (Asteroideae) è una delle 12 sottofamiglie nella quale è stata suddivisa la famiglia Asteraceae, mentre Tageteae è una delle 21 tribù della sottofamiglia. La tribù Tageteae a sua volta è suddivisa in 6 sottotribù, una delle quali è quella di questa voce.

### Filogenesi

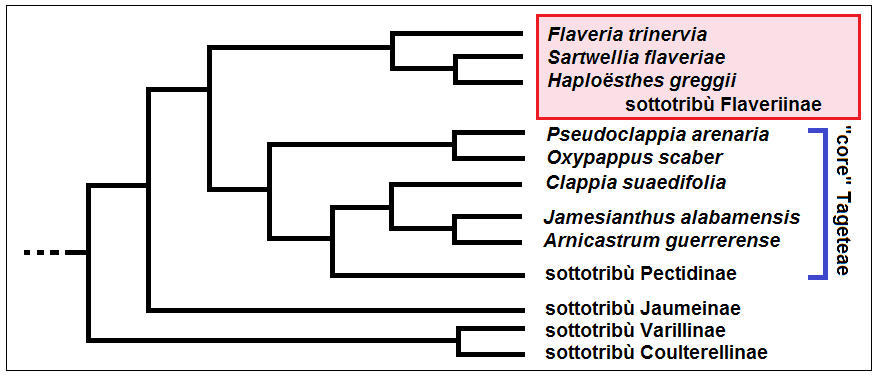
Cladogramma della sottotribù

Tradizionalmente i generi della sottotribù Flaveriinae sono inclusi nella tribù Heliantheae. Prima ancora le molte varietà del pappo hanno indotto alcuni Autori a includere il genere Haploësthes nella tribù Senecioneae. Ma recenti analisi di tipo filogenetico sul DNA di alcune specie dei tre generi considerati hanno evidenziato un clade appartenente alla tribù delle Tageteae, in particolare questo clade è “gruppo fratello” del "core" delle Tageteae.  Il cladogramma a lato tratto dalla pubblicazione citata e semplificato, mostra la posizione della sottotribù nell'ambito della tribù Tageteae.
I caratteri distintivi dei tre generi della sottotribù sono la struttura degli acheni caratterizzata da molte coste e da alcuni dettagli cellulari del tegumento.
Il numero cromosomico delle specie della sottotribù è: 2n = 36.

### Generi della sottotribù
La sottotribù nell'attuale circoscrizione comprende 3 generi e circa 30 specie.

| Genere                    | N. specie | Distribuzione                                    |
| ------------------------- | --------- | ------------------------------------------------ |
| Flaveria Juss., 1789      | 22 spp.   | America (una specie in Australia)                |
| Haploësthes A. Gray, 1849 | 3 spp.    | America (del sud ovest) e Messico (del nord est) |
| Sartwellia A. Gray, 1852  | 4 spp.    | America (del sud ovest) e Messico (del nord est) |

### Chiave per i generi
Per meglio comprendere ed individuare i vari generi della sottotribù l'elenco seguente utilizza il sistema delle chiavi analitiche:

- Gruppo 1A: i capolini sono del tipo discoide (i fiori del raggio sono assenti), se sono del tipo radiato allora contengono solo uno o due fiori ligulati (fiori del raggio); il pappo è assente oppure forma una coroncina di scaglie, oppure è formato da 2 - 4 squame ialine;

genere Flaveria.
- Gruppo 1B: i capolini sono del tipo radiato con 3 o più fiori ligulati;

- Gruppo 2A: i fiori del disco sono da 18 a 30; gli acheni dei fiori del disco hanno un pappo formato da numerose setole (20 o più);

genere Haploësthes.
- Gruppo 2B: i fiori del raggio sono 3 - 5; gli acheni dei fiori del disco hanno un pappo formato da 4 - 6 scaglie alternate a 4 - 6 setole (a volte tutti gli elementi del pappo sono connati alla base);

genere Sartwellia.